# サンタ・クララ・デル・コブレ
サンタ・クララ・デル・コブレ（Santa Clara del Cobre）
は、メキシコのミチョアカン州にある都市、基礎自治体。かつて銅山で栄えた。現在は銅製の工芸品で知られている。プエブロ・マヒコ選出。